# Tymczasowy Komitet Rewolucyjny Polski

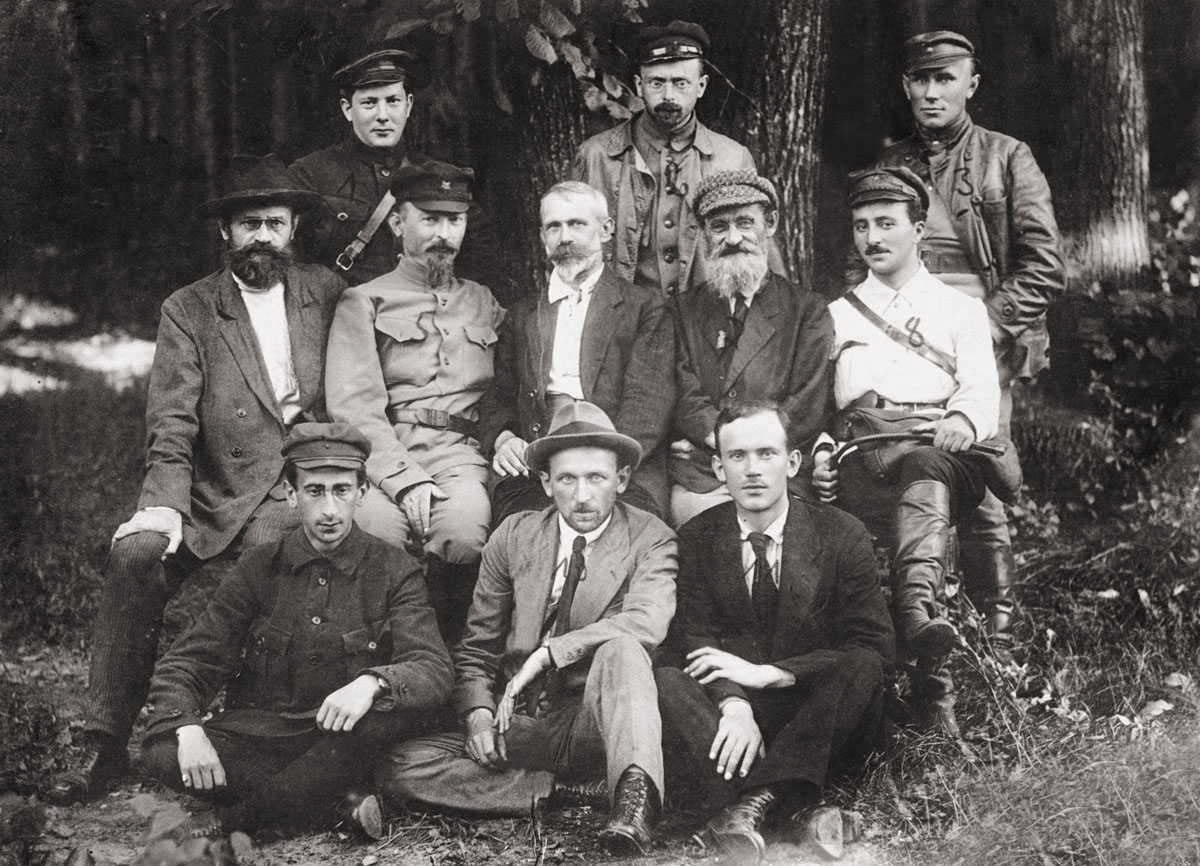
Tymczasowy Komitet Rewolucyjny Polski na początku sierpnia 1920. W środkowym rzędzie od lewej: Iwan Skworcow-Stiepanow, Feliks Dzierżyński, Julian Marchlewski, Feliks Kon

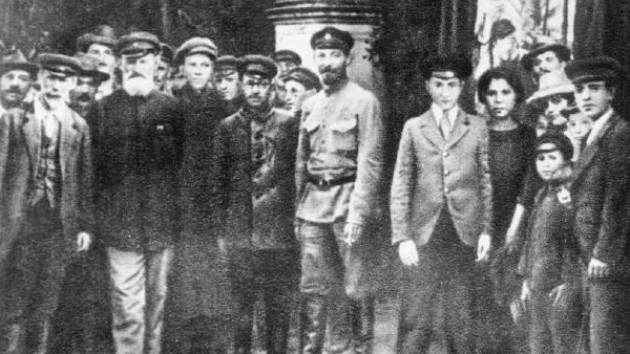
Członkowie Polrewkomu w Białymstoku

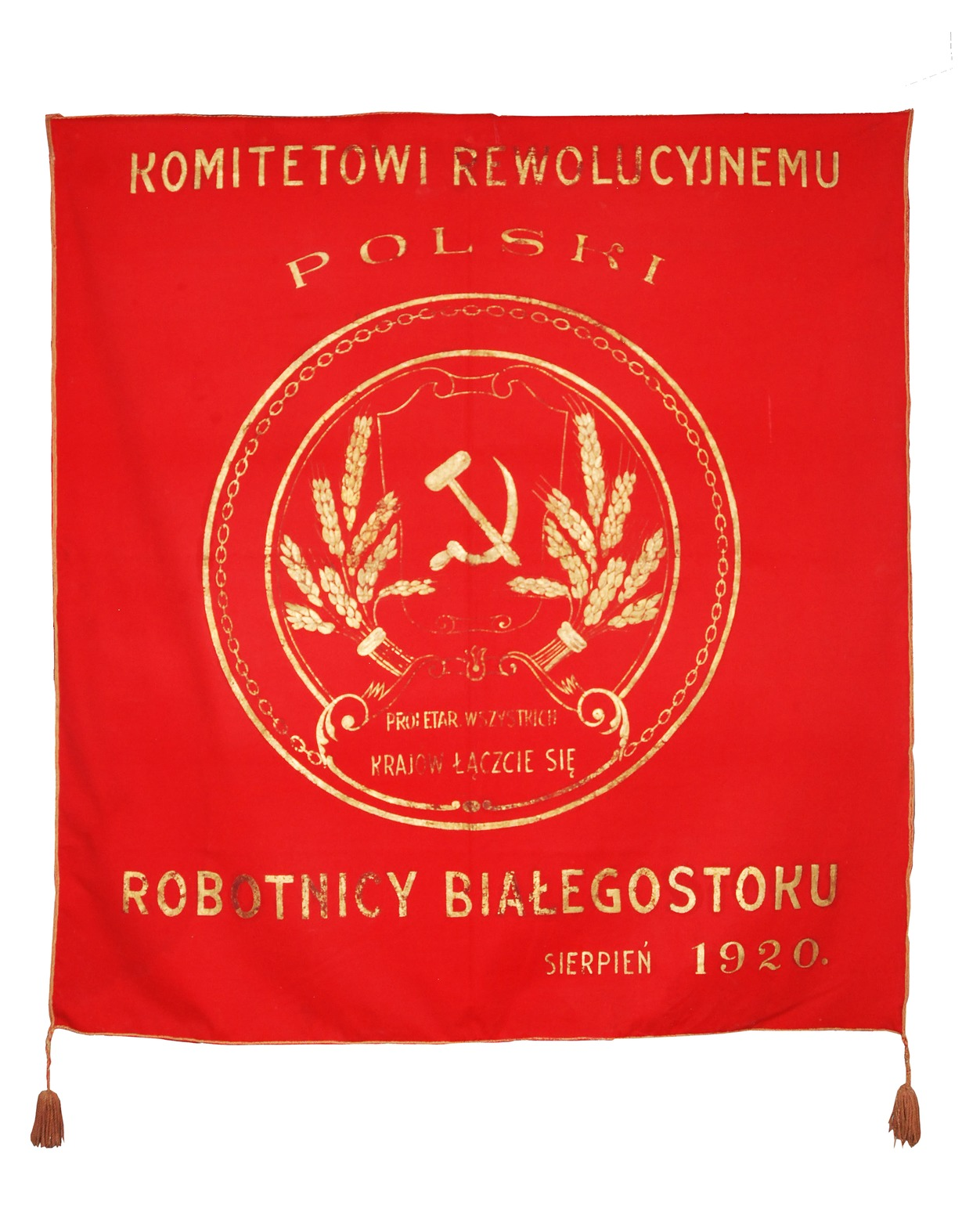
Sztandar Polrewkomu ofiarowany przez robotników Białegostoku

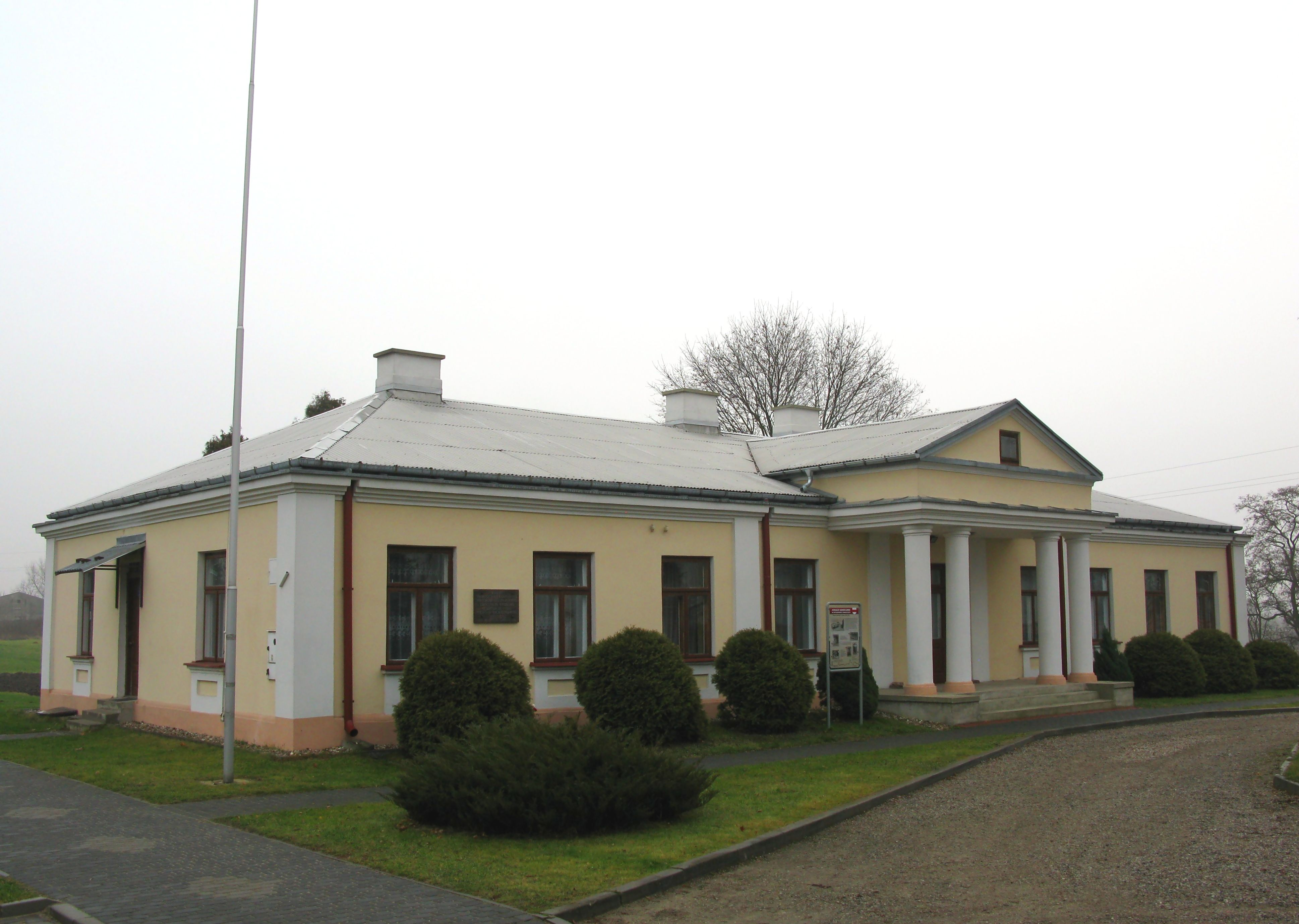
Probostwo w Wyszkowie, siedziba Polrewkomu

Tymczasowy Komitet Rewolucyjny Polski (TKRP), Polrewkom (ros. Польревком) – utworzony przez bolszewików 23 lipca 1920 w Smoleńsku twór polityczny mający pełnić funkcję komunistycznej władzy na terenach II Rzeczypospolitej zajętych przez Armię Czerwoną w trakcie ofensywy letniej 1920 podczas wojny polsko-bolszewickiej.

## Historia
Utworzony 23 lipca 1920 w Smoleńsku przez Rosyjską Partię Komunistyczną (bolszewików) z przekształcenia Biura Polskiego przy Komitecie Centralnym partii bolszewickiej w czasie wojny polsko-bolszewickiej z działaczy komunistycznych polskiego pochodzenia przebywających w Rosji Sowieckiej. Komitet przemieszczał się w pociągu pancernym za frontem nacierającej Armii Czerwonej.
Komunistyczna propaganda w okresie Polski Ludowej głosiła, że odezwę o przejęciu władzy w Polsce Polrewkom ogłosił 30 lipca w Białymstoku, pierwszym większym mieście na zachód od linii Curzona, zajętym 28 lipca 1920 przez Armię Czerwoną. W rzeczywistości odezwę tę wygłoszono po raz pierwszy 30 lipca 1920 w Wilnie. Manifest do polskiego ludu roboczego miast i wsi (autorstwa Feliksa Dzierżyńskiego), między innymi zapowiadał:
- utworzenie Polskiej Socjalistycznej Republiki Rad[2],
- nacjonalizację ziemi,
- rozdział Kościoła od państwa,
- wzywał masy robotnicze do przepędzenia kapitalistów i obszarników, zajmowania fabryk i ziemi oraz tworzenia komitetów rewolucyjnych jako organów nowej władzy.

Komitet rozpoczął działalność od wydania uzgodnionego z Leninem programu oraz dwóch odezw – do żołnierzy Armii Czerwonej i Wojska Polskiego, którego żołnierzy zachęcano do buntu. Dzierżyński rozpoczął tępienie wrogów ludu (jego określenie) za pomocą czekistów. W kolejnych dniach TKRP ogłosił program rolny, deklarację o wolności sumienia oraz ustanowił trybunały rewolucyjne. Komitet wydawał w języku polskim własny organ prasowy Goniec Czerwony.
Obszar kontrolowany przez TKRP ograniczał się do Podlasia i części Mazowsza czasowo zajętych przez Armię Czerwoną. Rozpoczęto formowanie Polskiej Armii Czerwonej pod dowództwem Romana Łągwy. Do 2 Białostockiego Pułku Strzelców zgłosiło się zaledwie 70 osób, a liczebność całej Polskiej Armii Czerwonej wyniosła 176 ochotników. W terenie organizowano Komitety Rewolucyjne. Gdy Armia Czerwona szturmowała przedpola Warszawy, kierownictwo TKRP (Julian Marchlewski, Feliks Dzierżyński i Feliks Kon) przyjechało do Wyszkowa, aby z bolszewickimi wojskami wkroczyć do stolicy. Próchniak i pozostali członkowie komitetu pozostali w Białymstoku.
Kilkutygodniowe rządy Tymczasowego Komitetu Rewolucyjnego Polski na Wileńszczyźnie i Białostocczyźnie były okresem terroru rewolucyjnego. Komitet powołał trybunały, które represjonowały i zabijały przeciwników rządów Komitetu. W organizowaniu terroru odznaczyli się szczególnie Romuald Muklewicz i Adam Kaczorowski (Sławiński). Według krakowskiego dziennika Czas przez cały okres działalności Polrewkomu czekiści rozstrzelali w Białymstoku 16 osób, w tym prezydenta miasta Szymańskiego, prezesa zarządu Filipowicza oraz endeckich radnych Siemaszkę i Glińskiego. Nastąpiły masowe aresztowania osób podejrzanych. Czeka prowadziła również rekwizycje zboża.
W wyniku zwycięskiej kontrofensywy wojsk polskich, 22 sierpnia komitet zmuszony był w pośpiechu opuścić Białystok wraz z wycofującymi się wojskami Armii Czerwonej i udał do Mińska, gdzie znalazł się 26 sierpnia. Wkrótce zaprzestał działalności, a jego członkowie zostali przydzieleni do sztabów frontowych lub obozów jenieckich w celu bezskutecznego jak się okazało werbowania ochotników do Polskiej Armii Czerwonej.
Stefan Żeromski poświęcił Tymczasowemu Komitetowi Rewolucyjnemu Polski opowiadanie Na probostwie w Wyszkowie o pobycie Dzierżyńskiego, Marchlewskiego i Kona u księdza Wiktora Mieczkowskiego.

## Członkowie
- Julian Marchlewski – przewodniczący,
- Jakub Hanecki – wiceprzewodniczący,
- Edward Próchniak – sekretarz,
- Feliks Dzierżyński – przewodniczący de facto,
- Feliks Kon – oświata[6],
- Józef Unszlicht – sprawy partyjne,
- Bernard Zaks – przemysł,
- Stanisław Bobiński – rolnictwo,
- Tadeusz Radwański – propaganda i agitacja.

Przedstawicielem Komitetu Centralnego Rosyjskiej Partii Komunistycznej (bolszewików) przy Polrewkomie był komisarz Iwan Skworcow-Stiepanow. Współpracownikami byli również Aleksander Fornalski, Marceli Nowotko oraz Józef Lewartowski.